# Мыс Берга
Мыс Берга — мыс на острове Октябрьской Революции архипелага Северная Земля, Россия, является самой северо-восточной точкой острова. Назван в честь выдающегося советского географа и биолога Льва Берга.

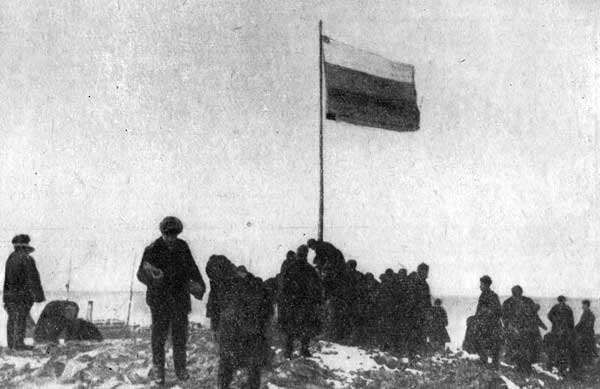
Подъём российского флага на мысе Берга гидрографической экспедицией в 1913 году.

Мыс Берга является первой точкой Северной Земли, которую посетили участники экспедиции, открывшей архипелаг. Берег новой земли был обнаружен Борисом Вилькицким в 1913 году во время гидрографической экспедиции 1910—1915 годов. Её участники вышли на берег у мыса Берга 3 сентября 1913 года, на территории, ныне известной как остров Октябрьской Революции. Они подняли на берегу российский флаг, назвали новую территорию «Землей Тайвай» по первым слогам названий своих ледоколов и нанесли на карту части побережья моря Лаптевых то, что они считали единым островом.